# Czerwona korona
Czerwona korona (ros. Красная корона) – opowiadanie Michaiła Bułhakowa z 1922 r. Po raz pierwszy zostało opublikowane w gazecie Nakanunie 22 października 1922 r. Opowiadanie ma podtytuł Historia morbi (łac. historia choroby).
Narracja jest prowadzona w pierwszej osobie, przez chorego psychiczne, który przeżył poważne wstrząsy podczas wojny domowej w Rosji. Przede wszystkim, bohater w tragiczny sposób stracił młodszego brata Nikołaja – oficera Białej Armii, który zginął w boju. Jeszcze wcześniej, w Berdiańsku, bohater był świadkiem egzekucji robotnika, skazanego na powieszenie na latarni przez białogwardyjskiego generała. Sam narrator, wedle jego słów, był poniekąd winny tej zbrodni. Te wydarzenia stały się przyczyną poważnego schorzenia psychicznego narratora – pacjenta kliniki psychiatrycznej. Opowiadanie nosi tytuł Czerwona korona w związku ze śmiertelnym ranieniem brata narratora przez odłamek pocisku, przez co jego głowa była strasznie pokaleczona i przypominała czerwoną koronę, co odcisnęło się w chorej wyobraźni starszego brata.